# Montmény
Montmény, bürgerlich Louis-André Lesage (* 31. Juli 1695 in Paris; † 8. September 1743 in La Villette), war ein französischer Schauspieler.
Montmény war Sohn von Alain-René Lesage und dessen Frau Marie Elizabeth Huyard. Sein Vater war mit seinen schauspielerischen Ambitionen nicht einverstanden und verstieß ihn, als er 1726 zur Comédie-Française ging. Anfangs hatte Montmény nur mäßigen Erfolg, was dazu führte, dass er erst 1728 zum Sociétaire de la Comédie-Française wurde. In Rollen als Diener oder Bauer konnte sich Montmény aber einen Ruf als Schauspieler erarbeiten, was schließlich seine Karriere beförderte. So kam es, dass sein Vater der Aufführung seines Stückes Turcaret beiwohnte und seinen Sohn zum ersten Mal auf der Bühne sah. Er war von dessen darstellerischen Fähigkeiten so überzeugt, dass er sich mit ihm aussöhnte. In der Folge hatten die beiden ein sehr zugewandtes Verhältnis zueinander und pflegten regen Umgang. Montmény starb unerwartet im Alter von 48 Jahren.

## Rollen (Auswahl)
- Mascarille in L’Étourdi ou les Contretemps von Molière
- Hector in Le Joueur von Jean-François Regnard
- Dave in l’Andrienne von Terenz
- Valet in Les Bourgeoises à la mode von Dancourt